# S3 Chrome
S3 Chrome é a família de aceleradores gráficos 3D lançada pela S3 Graphics em 2004 com a linha de processadores DeltaChrome. Modelos baseados na mesma arquitetura básica estão disponíveis para computadores pessoais, notebooks e chipsets com vídeo integrado.

## História

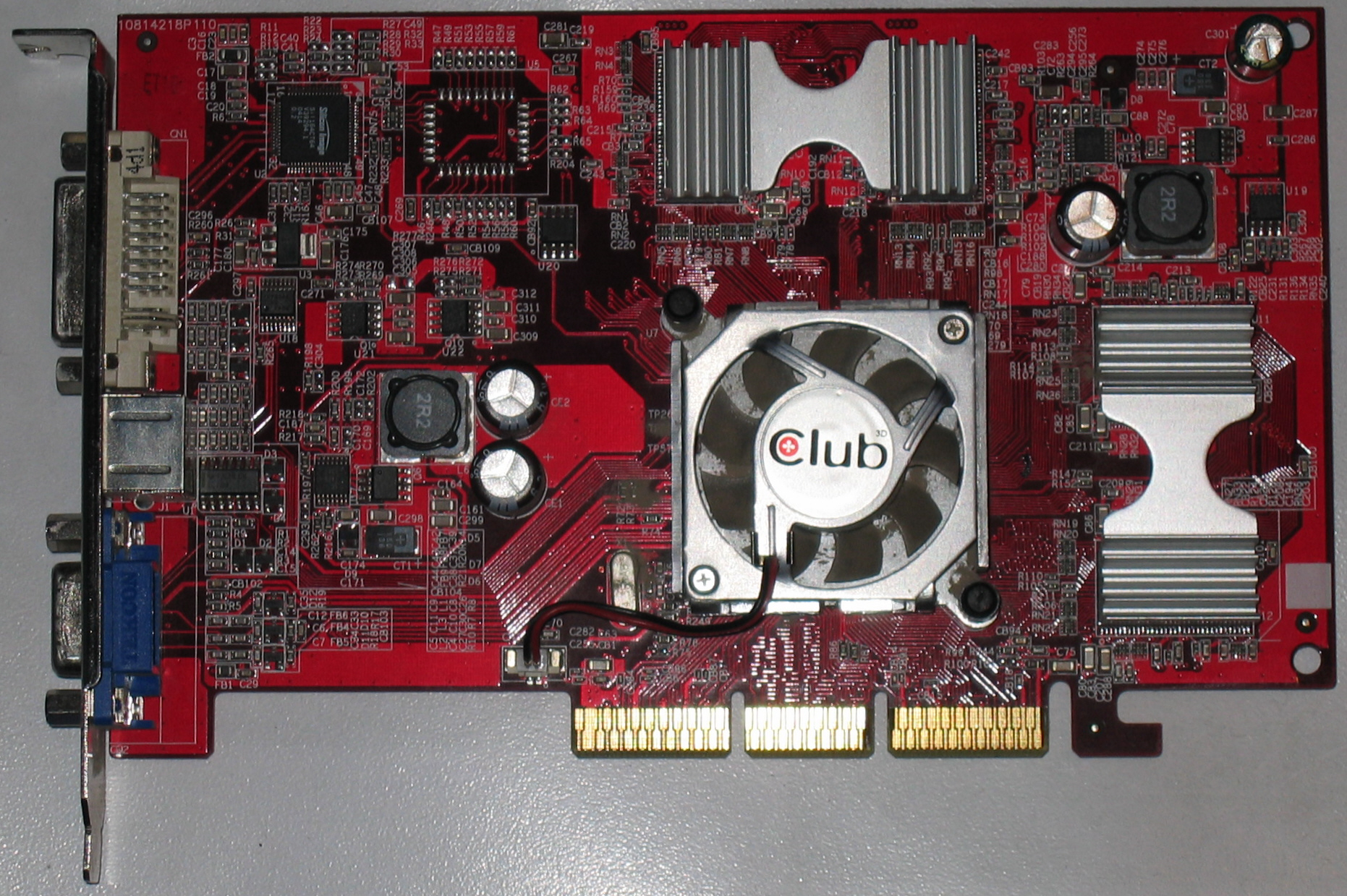
DeltaChrome S8 258 MB

Em 2004, a VIA relançou a marca S3 Graphics com uma linha de processadores dedicados, DeltaChrome, mas seu desempenho não se equiparava a de soluções equivalentes da NVIDIA e ATI Technologies. No entanto, seu baixo consumo de energia e a capacidade de saída de vídeo em alta-resolução fez as placas interessantes para alguns públicos, como os de computadores para home theater.
Todos os modelos Chrome - com exceção do não lançado AlphaChrome (também conhecido como Savage XP, por ser baseado na família S3 Savage) e dos modelos UniChrome integrados nos chipsets VIA -  são compatíveis com os recursos da API Direct3D 9.

### Chrome S20
No começo de 2005, a S3 Graphics lançou sua versão do processador DeltaChrome para o barramento PCI Express, com o nome GammaChrome. No final do mesmo ano, a primeira grande revisão da arquitetura Chrome foi lançada com o nome de Chrome S20, além da compatibilidade com o novo barramento, a família S20 acrescentou dois novos recursos principais:
- AcceleRAM - semelhante às tecnologias HyperMemory (da ATI) e TurboCache (da NVIDIA), usa a memória do sistema para complementar a memória da placa de vídeo.
- MultiChrome - equivalente a ATI CrossFire e NVIDIA SLI, usa duas placas em paralelo para melhorar o desempenho.